# Rascal Flatts
Rascal Flatts is een band uit de Verenigde Staten die country-rock speelt. De band is in 1999 opgericht in Columbus, Ohio. Sinds de oprichting van Rascal Flatts bestaat de band nog uit de originele bezetting.
Rascal Flatts heeft 11 studioalbums uitgebracht en een greatest hits-album, alle uitgebrachte albums zijn door Lyric Street uitgegeven.
Rascal Flatts heeft al 24 singles uitgebracht die in de Billboard Hot Country Songs terechtkwamen, 10 van die singles hebben al eens als nummer 1 in de Billboard Hot Country Songs-lijsten gestaan.

## Geschiedenis
Rascal Flatts is opgericht nabij Columbus. Gary LeVox en Jay DeMarcus zijn twee neven uit een muzikale familie, in 1992 vertrok DeMarcus naar Nashville, Tennessee, en in 1997 wist hij LeVox over te halen om ook naar Nashville te komen, om zijn muzikale dromen te laten uitkomen. DeMarcus solliciteerde voor de band van Chely Whright, en kwam daar Joe Don Rooney tegen, vanaf dat moment raakten ze goed bevriend en besloten een eigen band op te richt genaamd Rascal Flatts. Ze hebben in begin 2011 ook een single met Justin Bieber opgenomen; That Should Be Me.
In 2010 kreeg Rascal Flatts een ster in de Music City Walk of Fame in Nashville en in 2012 in de Hollywood Walk of Fame.

## Trivia
- In 2006 werd het nummer "Life Is a Highway" gebruikt voor de Pixar animatiefilm Cars.
- In 2009 speelden ze enkele liedjes in Hannah Montana: The Movie.
- Op 4 mei 2010 verschenen de leden van Rascal Flatts als zichzelf in een aflevering van CSI: Crime Scene Investigation, getiteld Unshockable. In de aflevering wordt een van de bandleden geëlektrocuteerd door zijn eigen basgitaar en komt bijna te overlijden. De andere twee bandleden zijn verdachten.